# Cyaneolytta gigas
Cyaneolytta gigas là một loài bọ cánh cứng trong họ Meloidae. Loài này được Oliver miêu tả khoa học năm 1790.